# Chondrina arcadica
Chondrina arcadica is een slakkensoort uit de familie van de Chondrinidae. De wetenschappelijke naam van de soort is voor het eerst geldig gepubliceerd in 1881 door Reinhardt.